# 이스탄불의 역사

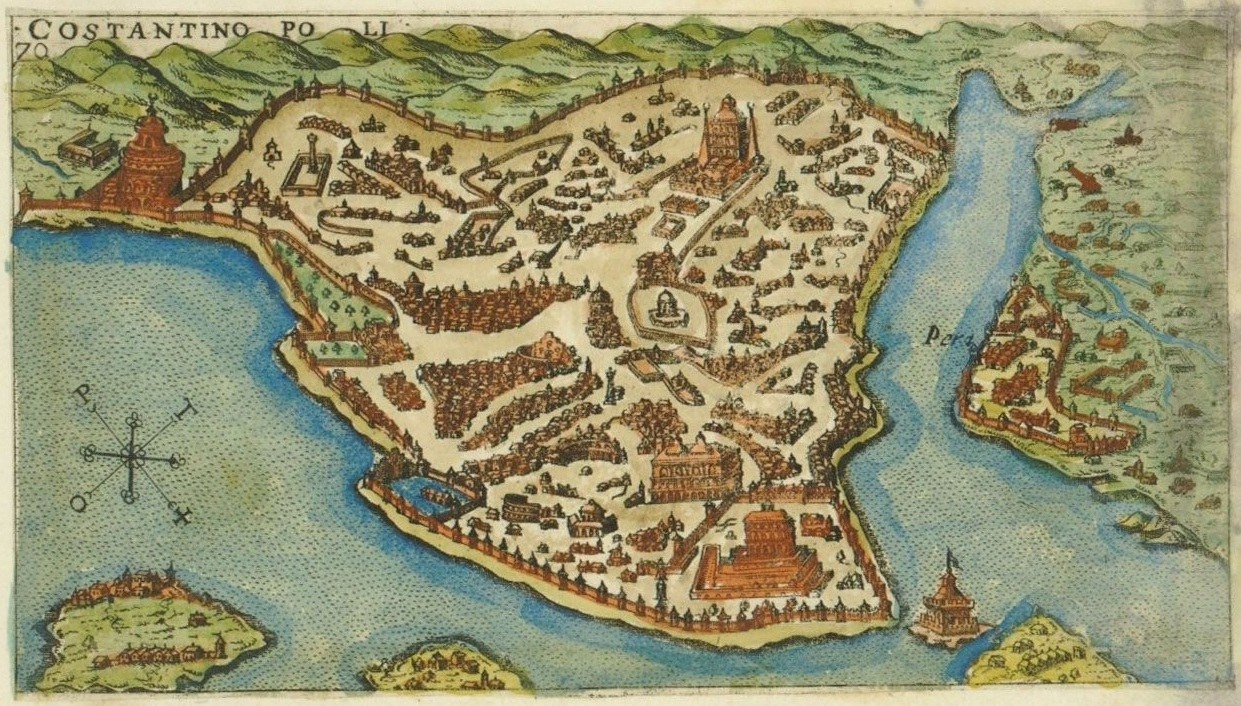
자코모 프랑코가 그린 이스탄불의 옛 지도

이스탄불의 역사는 터키의 도시 이스탄불의 건설과 변천을 기록하는 문서이다.
이스탄불 최초의 부락은 기원전 13세기에서 기원전 11세기 사이에 트라키아인이 세운 것으로 알려져있다. 당시 이름은 리고스였다. 기원전 7세기 경에는 그리스인들이 이 곳을 식민지로 만들었다.